# مقاطعة نوبل (أوهايو)
مقاطعة نوبل (بالإنجليزية: Noble County)‏ هي إحدى مقاطعات ولاية أوهايو في الولايات المتحدة الأمريكية.